# Churhat
Churhat is een nagar panchayat (plaats) in het district Sidhi van de Indiase staat Madhya Pradesh. 

## Demografie
Volgens de Indiase volkstelling van 2001 wonen er 13.102 mensen in Churhat, waarvan 54% mannelijk en 46% vrouwelijk is. De plaats heeft een alfabetiseringsgraad van 56%. 